# Kim Lilja
Kim Thomas Lilja, född 6 januari 1994 i Luleå, är en svensk tidigare ishockeyspelare (ytterforward). Hans inledde sin karriär i Luleå HF och säsongen 2013/14 gjorde han debut i SHL.
Lilja slutade med ishockeyn för att vara med i TV-programmet Idol 2019 på TV4 där han slutade på en sjätteplats.